# Кинотеатр «Имперо»

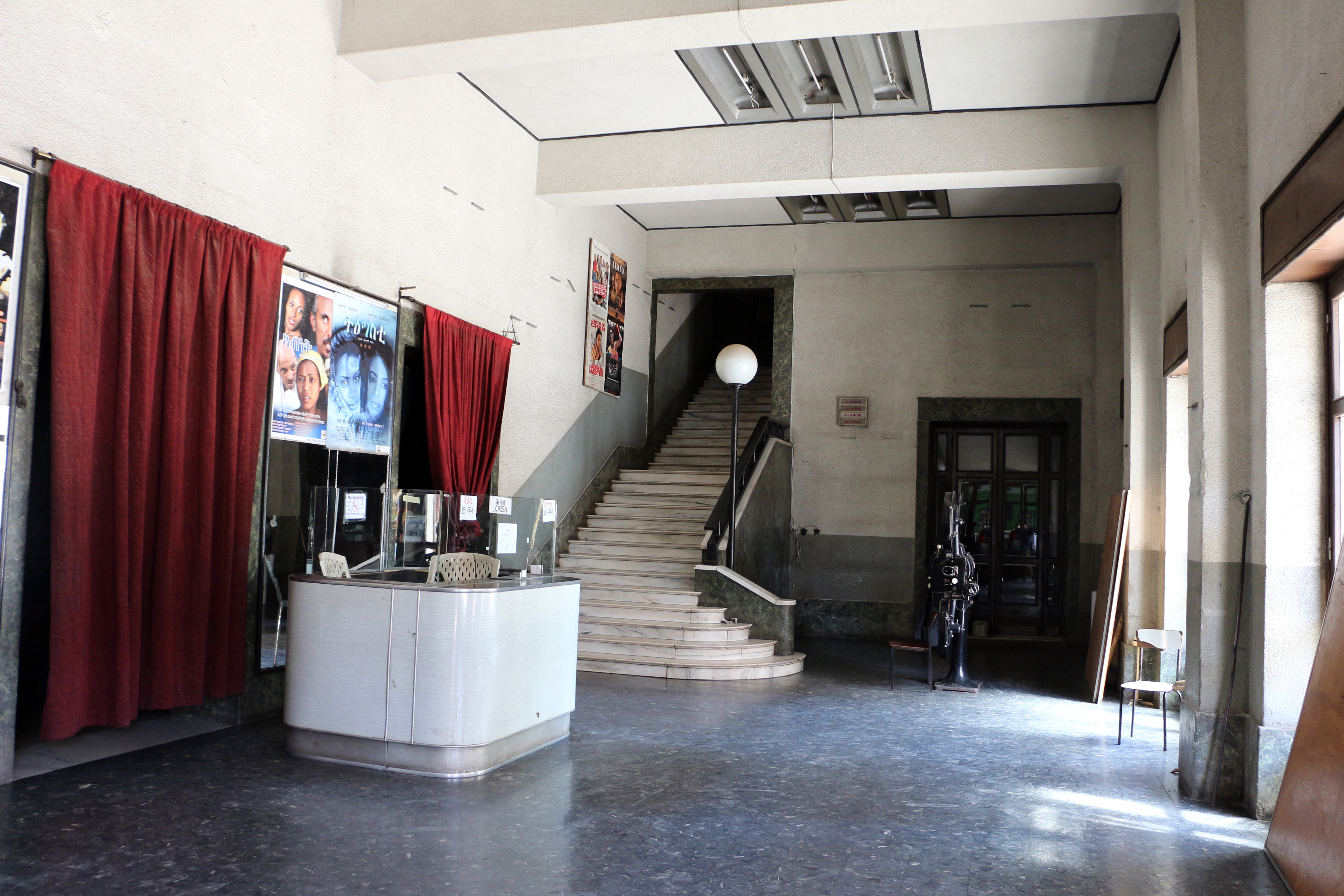
Фойе кинотеатра

Кинотеатр «Имперо» (итал. Cinema Impero) — кинотеатр, построенный в стиле ар-деко итальянцами в городе Асмэре (Эритрея) и открывшийся в 1937 году.

## История
Кинотеатр «Имперо» был крупнейшим кинотеатром, построенным в Асмэре в последний период существования итальянской колонии Эритрея. Кинотеатр был назван в честь завоевания Эфиопии Муссолини и провозглашённой им Итальянской империи.
Здание и сегодня продолжает функционировать как кинотеатр и служит одним из замечательнейших примеров архитектуры модернизма в мире.
По прошествии 70 лет здание кинотеатра «Имперо» по-прежнему крепко. К счастью, оно не было повреждено во время многочисленных конфликтов, затронувших Африканский рог в течение XX столетия, и мы можем любоваться им и сегодня.
Это здание является достопримечательностью современной Асмэры, привлекая туристов, наряду с известным зданием «Фиат Тальеро» и другими сооружениями периода итальянской колонизации Эритреи, такими как Президентский дворец и здание муниципалитета.

## Конструкция
Здание на удивление выглядит почти также как после его постройки в 1930-е годы. Здание было возведено по проекту архитектора Марио Мессины (Mario Messina).
Сохранилась большая часть оборудования и сиденья кинотеатра. Сорок пять круглых светильников украшают фронтон, на котором вертикально размещены светящиеся буквы, образующие название «Cinema Impero». Кинотеатр «Имперо» представляет собой памятник архитектуры, особенно ярко выделяясь ночью.
В кинотеатр ведут несколько пар дверей. На каждой двери внушительная большая полукруглая ручка, которая, когда двери закрыты, образует с такой же ручкой парной двери полный круг.